# R12 (Metro de Nueva York)

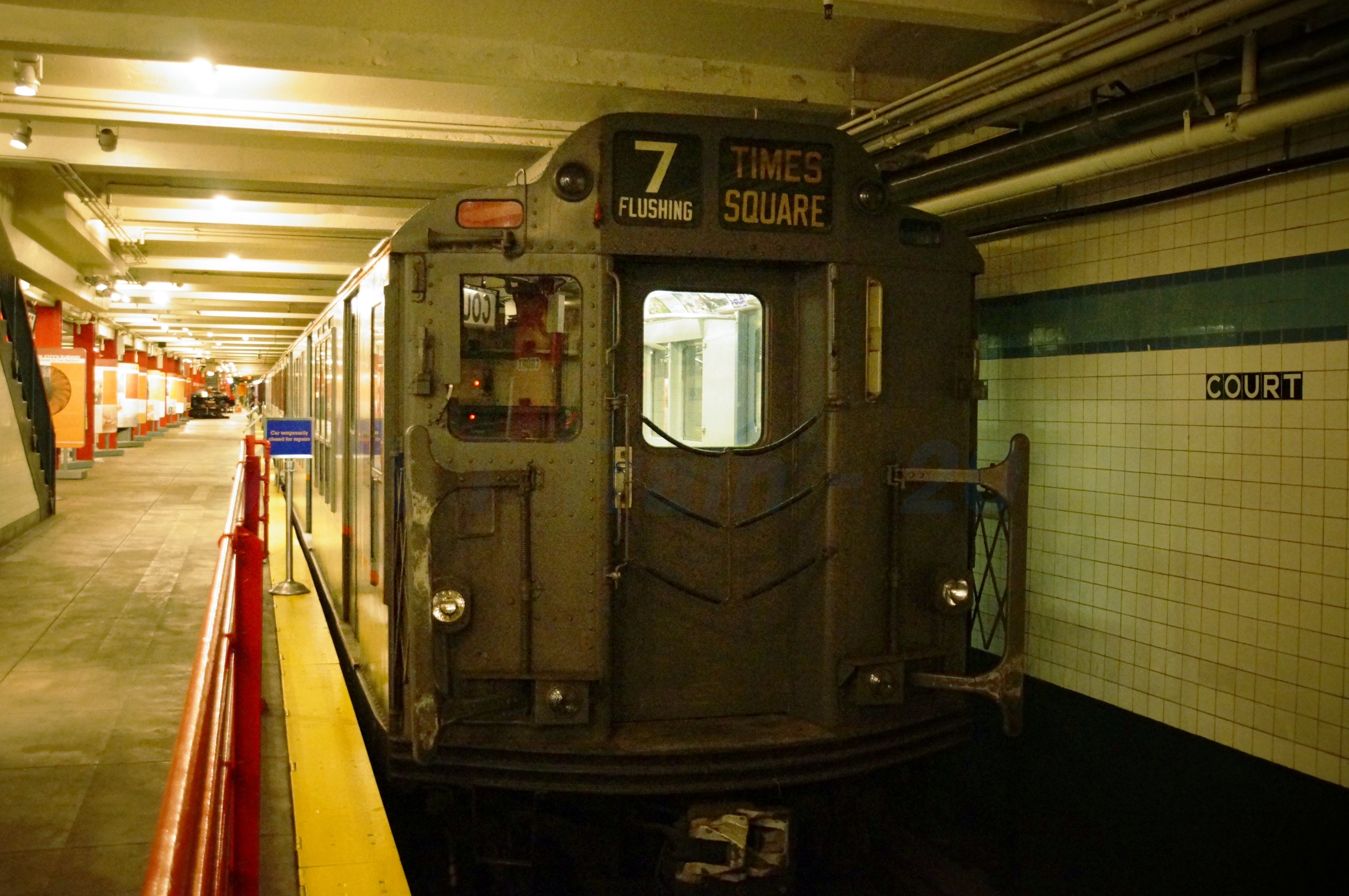
Vagón modelo R12 y número 5760 mostrado en el Museo de Transporte de Nueva York.

El tren R12 fue un vagón del metro de la ciudad de Nueva York, el primer material rodante de la división IRT. Fue construido por la American Car and Foundry Company en 1948, estos vagones fueron muy similares a los vagones R10, excepto el R12 que era un poco más pequeño. Los vagones empezaron a operar en el servicio 7 (línea Flushing) hacia Queens y Manhattan, y dejaron de operar hasta 1964 ya que fueron cambiados por los vagones R36. 
Finalmente, en 1964 los vagones R12 fueron transferidos para operar en la división IRT en Manhattan, el Bronx y/o Brooklyn. Cincuenta de los vagones fueron enviados a la línea elevada de la Tercera Avenida en el Bronx en la cual el servicio empezó en 1969 y fue abandonada el 29 de abril de 1973.

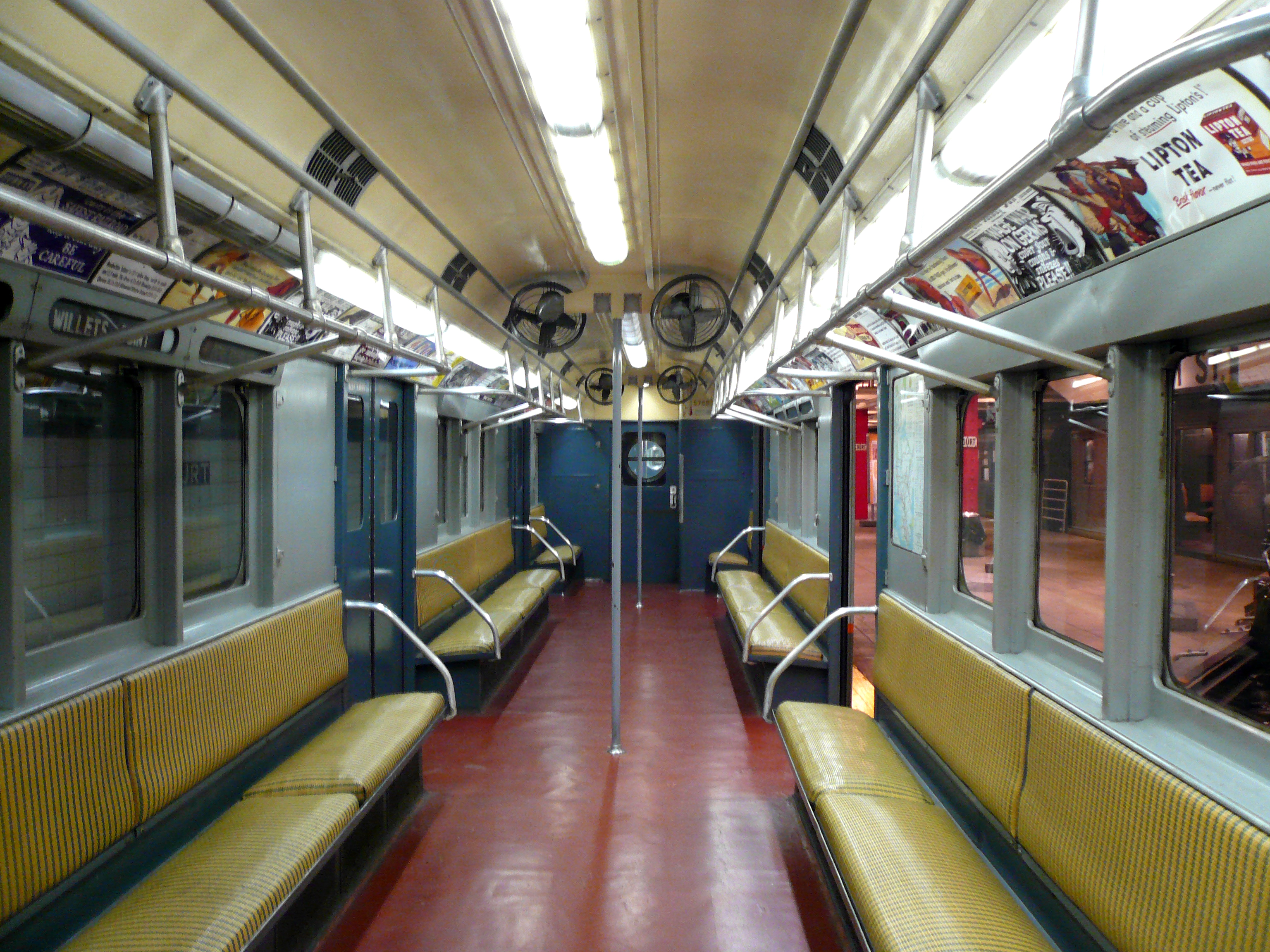
Interior de un vagón R12.

## Especificaciones del R-12
- Fabricante: American Car and Foundry
- Material: Acero de carbono LAHT
- Series motrices: 5703-5802
- Flota de: 100 vagones
- Longitud del vagón: flota de 51, 1/2' (15 m)
- Anchura del vagón: flota de 8, 7-3/16' (2.6 m)
- Altura del vagón: 11 pies, 10-5/8'(3.6 m)
- Ancho de vía: 4 pies, 8-1/2' (1.435 m)
- Peso total: 73,100 lb (33,200 kg)
- Tracción del motor: General Electric 1240A3 o Westinghouse J1447C
- Voltaje Usado por el Tren: 100 hp. por motor.
- Total de asientos: 44
- Precio por vagón (nuevo, 1948): $71,847